# Hermann Victor Andreae
Hermann Victor Andreae (auch Andreä; * 9. Juni 1817 in Frankfurt am Main; † 8. September 1889 ebenda) war ein deutscher evangelischer Theologe, Arzt, Philosoph, Jurist und Sprachwissenschaftler.

## Herkunft

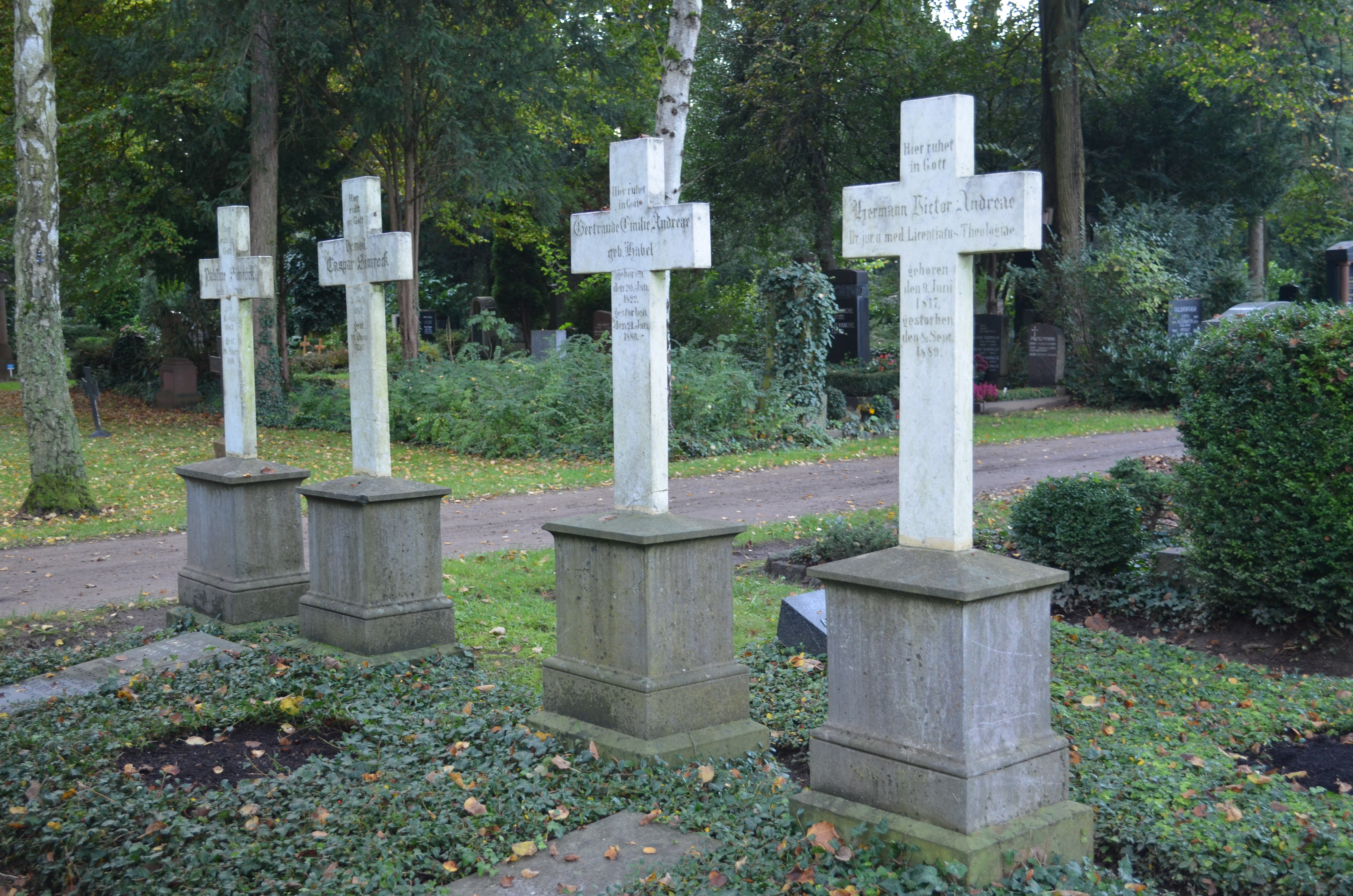
Familiengrabstätte auf dem Frankfurter Südfriedhof, Gewann A 169–170

Hermann Andreae war Sohn des Kaufmanns Johann Carl Andreae (1789–1843) und der Maria Sofia Andreae, geborene Bansa (1798–1854). Die Familie stammte ursprünglich aus Straßburg und war seit 1653 in Frankfurt ansässig. Eine direkte Verwandtschaft zu den württembergischen Theologen Jacob Andreae und Johann Valentin Andreae, wie von Andreae vermutet, ist nicht nachweisbar.

## Leben
Obwohl Andreae sich der Theologie widmen wollte, schrieb ihm der Vater vor, die Rechtswissenschaften zu studieren. So studierte er ab Herbst 1837 in der Universität Göttingen. Ostern 1838 setzte er das Studium an der Universität Berlin fort und im Herbst 1838 ging er an die Universität Bonn. Im Frühling 1840 erhielt er die juristische Doktor-Würde. Ab 1841 war er in seiner Heimatstadt Frankfurt als Advokat tätig, gab aber nebenher theologische Schriften heraus.
Ab Ostern 1850 studierte Andreae Medizin an der Universität Bonn und setzte es ab Herbst 1851 an der Universität Heidelberg fort, an der er zum Doktor der Medizin promoviert wurde. 1852 eröffnete Andreae eine Arztpraxis in Frankfurt und spezialisierte sich auf Homöopathie und die psychischen Aspekte der Therapie. Zu seinen Patienten gehörten die Familien verschiedener Bundestagsgesandten.
In späteren Jahren konzentrierte er sich wieder stärker auf seine theologischen und sprachwissenschaftlichen Studien. 1869 verlieh ihm die Universität Marburg den Grad eines theologischen Lizentiaten. Auch studierte er die chinesische Sprache. 1870 übergab er seine Praxis seinem Schwiegersohn Caspar Simrock und widmete sich ganz seinem seit seiner Jugend bestehenden Interesse für den Propheten Jesaja sowie dem Studium der Theologie und der Sprachwissenschaften. 1870 verlieh ihm die Universität Straßburg den philosophischen Ehrendoktor. Am 8. September 1889 starb Victor Andreae in Frankfurt. Sein Grab befindet sich auf dem Frankfurter Südfriedhof.
Andreae verstand Latein, Griechisch, Französisch, Italienisch, Englisch und Chinesisch wie auch Hebräisch. Letztgenannte Sprache ermöglichte ihm Gespräche mit Rabbinern aus Frankfurt. Mit John Geiger gab er 1864 die Bibliotheca sinologica heraus.
Anerkennung erhielt Andreae vor allem wegen seiner Werke zu Hiob, Jesaja und der Apostelgeschichte.

## Familie
Andreae heiratete am 25. Juli 1845 Maria Emilie Habel (1822–1880), mit der er drei Söhne sowie fünf Töchter bekam, darunter:
- Susanna Emilie Paula (Pauline) (1843–1917) ⚭ 1870 Caspar Simrock (1842–1897), Frankfurter Arzt, Sohn des Germanisten Karl Simrock
- Edgar Arthur Konrad (* 14. August 1849; † 29. Dezember 1922), Jagdschriftsteller und Inhaber der Firma Jakob Sackreuther, Waffen, Jägerei- und Fischereiutensilien ⚭  Maria Dolorita Grumbach (* 1854)
- Johann Theodor Alexander (1846–1926), Kaufmann in St. Gallen und Mailand ⚭ 1872 Johanna Elisabetha (Lili) Pauline Stumpf (1852–1883)
- Maria Susanna Auguste (1847–1877) ⚭ Fritz Vogel († 1877)
- Martha (1851–1887) ⚭ 1875 Karl Eugen Dacque (1848–1922), Bankier, Eltern von Edgar Dacqué
- Pauline Sophie Georgine (1856–1913) ⚭ Ludwig Konrad Ferdinand Schotten (1853–1913), Generalmajor

## Schriften (Auswahl)
- Die Kämpfe des christlichen Herkules (Frankfurt 1845; Werk seines vermuteten und verehrten Vorfahren Johann Valentin Andreae aus dem Lateinischen Herculis Christiani Luctae übersetzt)
- Lebensfragen der Kirche Christi (Frankfurt 1848)
- Ueber den Zusammenhang zwischen Medicin und Philosophie (Medizinische Dissertation an der Universität Heidelberg, gedruckt in Frankfurt 1852)
- Die Weltanschauung des Glaubens (Frankfurt 1866)
- Hiob (Barmen 1870)
- Ursprung und erste Entwicklung der Kirche Christi in der Apostelgeschichte des Lukas (Frankfurt 1871)
- Das Buch Jesaja, aus dem Grundtext übersetzt und erklärt (Stuttgart 1892)